# Lamprinus
Lamprinus är ett släkte av skalbaggar som beskrevs av Oswald Heer 1839. Lamprinus ingår i familjen kortvingar.
Släktet innehåller bara arten Lamprinus erythropterus.